# Baldomero Romero Ressendi
Baldomero Romero Ressendi – hiszpański malarz ekspresjonista pochodzący z Sewilli.
Studiował w Akademii Sztuk Pięknych w Sewillii. Przyjaźnił się z pochodzącym z okolic Sewilli artystą Eufemiano.
Od ok. 1946 r. zaczął uchodzić za skandalistę, niektóre z jego dzieł zostały uznane za obrazoburcze i amoralne. Jego obraz Las tentaciones de San Jerónimo został skrytykowany przez kościół, gdyż przedstawiał nagą kobietę jako jedną z pokus św. Hieronima. Liczne skandale rozsławiły jego dzieła, które stały się modne wśród hiszpańskiej burżuazji.
Jego najważniejsze dzieła to El locutorio de San Bernardo, El Octavo Círculo czy El entierro de Cristo.